# Próg rentowności
Próg rentowności (ang. break-even point, BEP) – punkt równowagi działalności przedsiębiorstwa, w którym przychody ze sprzedaży są równe kosztom całkowitym, tzn. przedsiębiorstwo nie osiąga zysku, ani nie ponosi straty.
Produkcja (i związana z nią sprzedaż) powyżej progu rentowności prowadzi do powstania zysku, natomiast produkcja poniżej progu rentowności – do powstania straty. Wysoki poziom progu rentowności jest zjawiskiem niekorzystnym, ponieważ oznacza konieczność wykorzystania zdolności produkcyjnych i zaspokojenia przewidywanego popytu w znacznym stopniu, aby prowadzona przez przedsiębiorstwo działalność była zyskowna. Przy niskim poziomie progu rentowności przedsiębiorstwo może osiągać zysk już przy niewielkim wykorzystaniu zdolności produkcyjnych i zaspokojeniu popytu.
Ustalenie progu rentowności wymaga podziału kosztów całkowitych na stałe i zmienne.
Przy obliczaniu progu rentowności przyjmuje się następujące założenia:
- wielkość produkcji wytworzonej jest równa wielkości produkcji sprzedanej w analizowanym okresie (czyli nie ma zapasów wytworzonych produktów w przedsiębiorstwie),
- koszty stałe są jednakowe dla każdego poziomu produkcji i w całym analizowanym okresie,
- koszty zmienne rosną proporcjonalnie do wzrostu wielkości produkcji, czyli jednostkowy koszt zmienny jest stały oraz nie zmienia się w całym analizowanym okresie,
- jednostkowa cena sprzedaży jest stała dla każdego poziomu produkcji i w całym analizowanym okresie.

Próg rentowności może być wyrażony ilościowo lub wartościowo.
Próg rentowności oblicza się według poniższych wzorów:
BEP ilościowy = (koszty stałe)/(cena – koszt jednostkowy zmienny) lub inaczej KS/marża jednostkowa
BEP wartościowy = BEP ilościowy*cena, lub (KS/marża jednostkowa)*cena
BEP procentowy = BEP ilościowy/przewidywany popyt*100%